# Riccoldo da Monte di Croce
Riccoldo di Pennino da Montecroce (noto anche come Riccoldo da Monte di Croce, Ricoldo Pennini da Montecroce, ecc.) (Firenze, 1243 circa – Firenze, 31 ottobre 1320) è stato un missionario ed esploratore italiano.

## Biografia
Dopo aver studiato in varie università europee, divenne frate domenicano nel 1267 e risiedette nel convento di Santa Maria Novella.

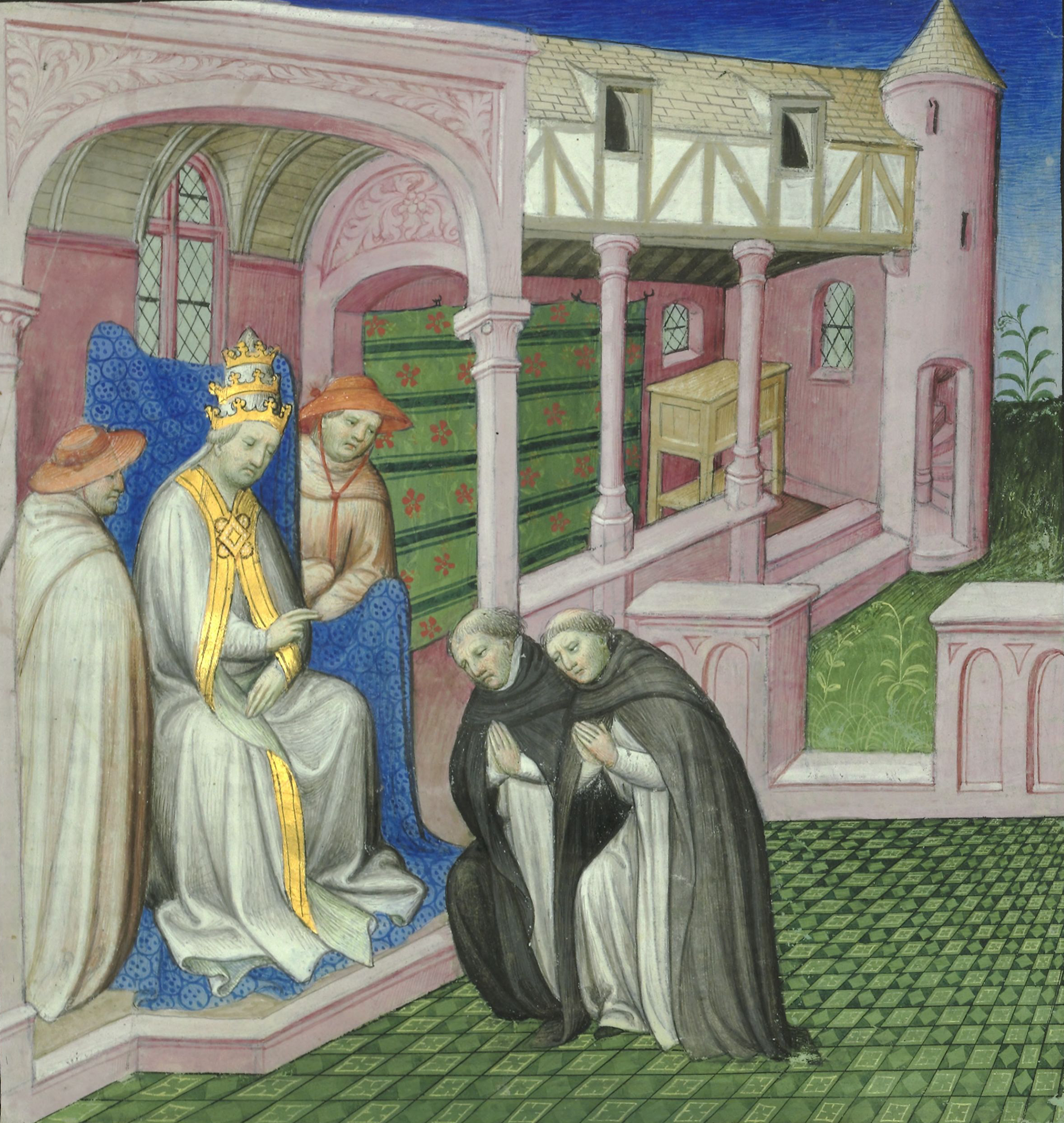
Papa Nicolò IV e Riccoldo inginocchiato, dal frontespizio del Liber peregrinationis.

Fu docente all'Università di Pisa, poi chiese di poter partire missionario per l'Oriente. Probabilmente Riccoldo fu beneficiario della bolla papale del 3 settembre 1288, espressamente rivolta ai frati del proprio Ordine. 
Entro la fine dell'anno 1288 giunse a San Giovanni d'Acri. Fu ospitato nel convento dei predicatori ed ebbe modo di conoscere il patriarca di Gerusalemme, il francese Nicola di Hanappes. Dalla capitale del Regno di Gerusalemme partì per una lunga peregrinazione che lo portò in Siria, Persia, Mesopotamia per concludersi a Baghdad. 
Dopo essere vissuto per almeno quattro anni a Baghdad, Riccoldo fu costretto la fuggire dalla città tra il 1295 e il 1296 a causa delle violente persecuzioni anticristiane ordinate dall'Ilkahn Ghazan, che si era convertito alla religione islamica. 
Trascorse il resto della sua vita a Firenze, dove morì nel 1320.
Poco prima di morire scrisse un'Improbatio Alcorani, opera di critica sull'Islam, che ebbe grande diffusione anche nell'Impero bizantino, grazie alla traduzione in greco di Demetrio Cidone.

## Il viaggio nel Vicino Oriente
Nei primi mesi del 1289 Riccoldo visitò i principali luoghi biblici della Terrasanta, che descrisse nella prima parte del suo Liber peregrinationis. Incontrò le comunità cristiane dei maroniti, dei nestoriani, dei monoteliti e dei giacobiti. Nello stesso periodo cominciò a riportare per iscritto le sue esperienze nel Levante. Attraversò la Galilea fino al Lago di Tiberiade; da qui tornò poi a San Giovanni d'Acri, viaggiando a quanto pare lungo la fascia costiera verso Giaffa e poi verso Gerusalemme. Dopo aver toccato il fiume Giordano e il mar Morto, abbandonò la Terra Santa muovendo sempre lungo la costa, risalendo sui suoi passi verso San Giovanni d'Acri e passando da Tripoli e Tortosa, entrando quindi in Cilicia. Dal porto della Cilicia di Lajazzo (oggi Yumurtalik in Turchia) s'avviò lungo la grande strada che conduceva a Tabriz, città dell'Altopiano iranico di cui gli avevano parlato in Italia e dove vivevano mercanti genovesi e veneziani. Attraversò i monti del Tauro e viaggiò alla volta di Sivas, in Cappadocia a Erzerum, nei dintorni del monte Ararat e a Tabriz. 
Durante il viaggio di ritorno fece sosta a Baghdad, dove giunse nell'estate del 1290, via Mosul e Tikrit. La città era il cuore delle attività culturali, intellettuali e anche religiose del mondo arabo. Riccoldo decise di iniziare qui la sua predicazione e si apprestò a studiare la lingua araba e il Corano.

## Opere

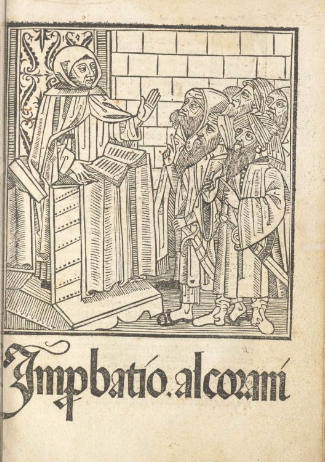
Frontespizio dell'opera di Riccoldo pubblicata a Siviglia intorno al 1500, che mostra un frate cristiano che predica ai musulmani

In quanto viaggiatore e osservatore, i meriti di Riccoldo sono cospicui. La sua descrizione dei Tatari e la sua esposizione della religione islamica e dei costumi locali, sono particolarmente degni di nota. A dispetto del forte pregiudizio cristiano verso l'Islam, egli mostra un'ammirevole ampiezza d'idee.

### Liber Peregrinationis
Il suo Liber Peregrinationis o Itinerarius (scritto tra il 1288 e il 1291) fu accolto come una guida per missionari e consiste in una descrizione delle contrade orientali da lui visitate. Fu una delle fonti privilegiate di Giovanni Villani, che studiò approfonditamente la seconda parte dell’opera, avente le caratteristiche di un saggio etnologico.

### Sulla caduta di San Giovanni d'Acri
Dopo la caduta di San Giovanni d'Acri nel 1291, Riccoldo scrisse due opere, la prima fu una raccolta di lamentazioni, nello stile dei profeti di Israele, contro le lotte fratricide dei cristiani; la seconda (Contra legem Sarracenorum) conteneva un'analisi del Corano che, nel solco della tradizione medievale cristiana, metteva in evidenza la composizione disordinata delle sure, le contraddizioni di stile, di contenuto e di dottrina che vi sono contenute. Vi furono però anche delle innovazioni, perché Riccoldo espose dei nuovi princìpi per il colloquio con i musulmani: non discutere per mezzo di interpreti, conoscere bene le dottrine delle Chiese separate, conoscere a fondo i testi religiosi musulmani e soprattutto vivere profondamente e coerentemente la propria fede cristiana.
Le Epistolæ V de Perditione Acconis sono cinque lettere in forma di lamentazione circa l'assedio e la caduta di San Giovanni d'Acri (scritte nel 1292, esse furono pubblicate solo nel 1884 a Parigi). Ecco un estratto:

### Opere teologiche sull'Islam e l'Ebraismo
La produzione controversistica di Riccoldo fu redatta interamente a Firenze.

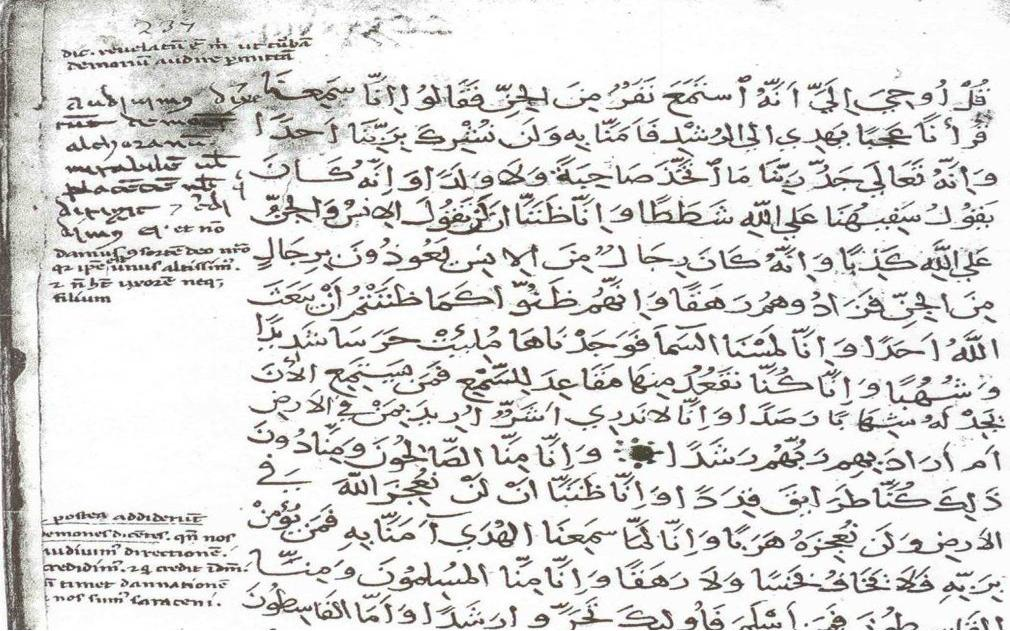
Biblioteca nazionale di Francia MS ar. 384, il manoscritto arabo del Corano letto da Riccoldo mentre stava scrivendo il suo Contra legem Saracenorum, con annotazioni dello stesso in latino

Durante il suo soggiorno a Baghdad, Riccoldo studiò il Corano e altre opere di teologia islamica, al fine di poter condurre sensatamente dispute dottrinarie coi musulmani, discutendo con cristiani nestoriani, e al contempo scrivendo. Nel 1300-1301 Riccoldo apparve ancora a Firenze. Verso il 1300 a Firenze egli scrisse Contra legem Sarracenorum e Ad nationes orientales.
L'opera più nota di Riccoldo fu il Contra Legem Sarracenorum, scritta a Baghdad, che fu per secoli popolarissimo tra i cristiani, come fonte d'informazione, e che conobbe diverse edizioni (la prima a Siviglia nel 1500, sotto il titolo Confutatio Alcorani, "Confutazione del Corano"). L'opera fu tradotta in tedesco (Verlegung des Alcoran) da Martin Lutero nel 1542.
Molto del contenuto di quest'opera deriva da quelle sezioni del Liber Peregrinationis dedicata alle credenze musulmane e ad argomenti correlati. Uno dei maggiori successi di Riccoldo, ampiamente citato nel suo stesso lavoro, è l'anonimo Liber denudationis siue ostensionis aut patefaciens. Nonostante l'ostilità di Riccoldo nei confronti dell'Islam, la sua opera mostra una conoscenza specifica del Corano e supera un importante errore pregiudiziale, comune alle altre critiche medievali cristiane verso l'Islam: la visione di Muhammad come autore di un'eresia cristiana.
La Christianæ Fidei Confessio facta Sarracenis (stampata a Basilea nel 1543) è attribuita a Riccoldo ed è stata probabilmente redatta nello stesso periodo dei summenzionati lavori. Altre opere sono: Contra errores Judæorum (Contro gli errori degli Ebrei); Libellus contra nationes orientales (MSS. a Firenze e Parigi); Contra Sarracenos et Alcoranum (MS. a Parigi); De variis religionibus (MS. a Torino). Molto probabilmente gli ultimi tre lavori furono scritto dopo il ritorno in Europa. Riccoldo è anche noto per aver scritto due lavori teologici — una difesa delle dottrine di Tommaso d'Aquino (in collaborazione con Giovanni da Pistoia, verso il 1285) e un commentario dei Libri sententiarum (prima del 1288). Riccoldo cominciò una traduzione del Corano verso il 1290, ma non si sa se questo lavoro sia stato completato.

## Opere di Riccoldo disponibili su Web
- Riccoldi Florentini Libelli ad nationes orientales
- Liber peregrinationis